# Octhispa annulipes
Octhispa annulipes is een keversoort uit de familie bladkevers (Chrysomelidae). De wetenschappelijke naam van de soort werd in 1894 gepubliceerd door George Charles Champion.